# Les Enfants du paradis
Pour les articles homonymes, voir Les Enfants du paradis (homonymie).
Pour plus de détails, voir Fiche technique et Distribution.
Les Enfants du paradis est un film français réalisé par Marcel Carné avec un scénario de Jacques Prévert, tourné en 1943-1944 et sorti en mars 1945.
Chef-d'œuvre du réalisme poétique, c'est l'une des rares superproductions françaises entreprises sous l'Occupation, qui bénéficie notamment de la présence d'Arletty, de Pierre Brasseur, de Jean-Louis Barrault et de Maria Casarès.

## Synopsis
Première époque : Paris, dans les années 1820. Dans la foule présente sur le boulevard du Crime, on suit Garance, une femme libre qui se fait d'abord aborder par un jeune aspirant comédien, Frédérick Lemaître, qu'elle repousse ironiquement avant de rendre visite à son ami, poète anarchisant et truand Pierre François Lacenaire. Elle rencontre ensuite le mime Baptiste Deburau qui la sauve d'une injuste accusation de vol en apportant son témoignage muet.
À la suite d'une bagarre burlesque entre troupes d'acteurs rivales sur la scène du Théâtre des Funambules, Frédérick et Baptiste sont bientôt engagés en tant que remplaçants et Baptiste permet à Frédérick de trouver une chambre au Grand-relais, pension tenue par Mme Hermine et où lui-même réside. Baptiste croise de nouveau la nuit même le chemin de Garance, qu'il emmène également chez sa logeuse.
Toutefois, alors qu'il lui a avoué son amour et qu'elle paraît prête à lui ouvrir son lit, il préfère disparaître. Laissée seule, Garance entame une liaison avec Frédérick qui occupe la chambre voisine de la sienne. On la retrouve quelque temps plus tard embauchée aux Funambules, où elle joue un ange, tandis que Baptiste est Pierrot et Frédérick, Arlequin. On revoit aussi Nathalie-Colombine, la fille du directeur, qui aime Baptiste, tandis que celui-ci manifeste ses sentiments pour Garance.
Garance attire également l'attention du comte de Montray, qui l'assure de sa protection. Victime d'une nouvelle fausse accusation, toujours due à sa fréquentation de Lacenaire, Garance sollicite l'intervention du comte de Montray pour se tirer de ce mauvais pas.
Deuxième époque : six années plus tard, Baptiste est marié à Nathalie avec qui il a eu un petit garçon. Il rencontre un grand succès sur les boulevards où il a fait de la pantomime un art reconnu et populaire. Frédérick a accédé lui aussi à la célébrité, et rêve de pouvoir interpréter Othello de Shakespeare. Garance, devenue la maîtresse du comte, est revenue à Paris et assiste incognito à toutes les représentations de Baptiste. Frédérick la reconnaît et, bien que s'affirmant jaloux, informe Baptiste du retour de Garance. Mais entretemps, Nathalie, qui a appris elle aussi la présence de sa rivale, lui a envoyé son petit garçon afin de la convaincre de partir.
Baptiste et Garance parviennent toutefois à se retrouver après la première représentation d'Othello, que joue enfin Frédérick. Lacenaire en profite pour se venger du comte, qui l'avait humilié et lui cherche à nouveau querelle, en lui découvrant dans un premier temps les deux amoureux enlacés derrière un rideau. Il l'assassinera, le lendemain matin, aux Bains turcs. Après leur première et unique nuit d'amour, Garance, qui ne veut pas détruire le bonheur de Nathalie et de son petit garçon, s'en va, au désespoir de Baptiste et alors que "Jéricho", le chiffonnier et mauvais génie qui parcourt le film, lui intime en ricanant l'ordre de retourner auprès de sa femme.

## Fiche technique
- Titre : Les Enfants du paradis
- Réalisation : Marcel Carné, assisté de Pierre Blondy et Bruno Tireux
- Scénario et dialogues : Jacques Prévert
- Musique : Maurice Thiriet, Joseph Kosma (sous le nom de Georges Mouqué)
  - Partition interprétée par l'Orchestre de la Société des concerts du Conservatoire sous la direction de Charles Munch
- Photographie : Roger Hubert et Marc Fossard
- Son : Robert Teisseire
- Montage : Madeleine Bonin et Henri Rust
- Photographe de plateau : Roger Forster, Léo Mirkine, Rémy Duval
- Décors : Alexandre Trauner, Léon Barsacq et Raymond Gabutti
- Costumes : Mayo
- Maquillages : Paule Déan
- Production : Raymond Borderie, Fred Orain (initialement André Paulvé[1],[2])
- Sociétés de production : Pathé Cinéma (initialement : Discina[1],[2])
- Tournage : entre le 16 août 1943 et le 20 juin 1944, principalement aux studios de la Victorine à Nice[3]
- Pays d'origine :  France
- Langue originale : français
- Format : Noir et blanc — 35 mm — 1,37:1 — Son : Mono
- Genre : Film dramatique
- Durée : 182 minutes (une source cite toutefois 205 minutes, mais la durée totale des deux époques disponibles en vidéo ne dépasse pas 182 minutes)[réf. nécessaire]
  - 1re époque : Le Boulevard du crime • durée : 95 minutes
  - 2e époque : L'Homme blanc • durée : 87 minutes
- Dates de sortie : 
  - France :
    - 2 mars 1945 (première à Paris, au palais de Chaillot)[4]
    - 22 mars 1945 (sortie nationale)[5]
- Affiches : Bernard Lancy, Jacques Bonneaud (France)

## Distribution
- Arletty : Claire, fille d'Irène ou Mme Reine, dite Garance
- Jean-Louis Barrault : Baptiste Deburau
- Maria Casarès : Nathalie, fille du directeur du théâtre des Funambules
- Pierre Brasseur : Frédérick Lemaître
- Marcel Herrand : Pierre François Lacenaire
- Pierre Renoir : Jéricho
- Louis Salou : le comte Édouard de Montray
- Jane Marken : Mme Hermine
- Fabien Loris : Avril, homme de main de Lacenaire
- Étienne Decroux : Anselme Deburau
- Jacques Castelot : Georges
- Albert Rémy : Scarpia Barrigni
- Léon Larive : le concierge du théâtre des Funambules
- Pierre Palau : le régisseur du théâtre des Funambules
- Marcel Pérès : le directeur du théâtre des Funambules
- Robert Dhéry : Célestin, le partenaire
- Gaston Modot : Fil de soie, le faux aveugle
- Paul Frankeur : l'inspecteur de police
- Auguste Boverio : le premier auteur
- Paul Demange : le deuxième auteur
- Jean Diener : le troisième auteur
- Louis Florencie : le gendarme des Adrets
- Marcelle Monthil : Marie dans L'Auberge des Adrets
- Lucienne Legrand : L'actrice jouant Desdémone dans Othello
- Cynette Quero : une théâtreuse
- Jeanne Dussol : la femme à barbe
- Jean-Pierre Belmon : Baptiste Deburau Jr., le fils de Baptiste et de Nathalie
- Raphaël Patorni : un ami de Montray
- Rivers Cadet : le bourgeois
- Marcel Melrac : le gendarme
- Guy Favières : l'encaisseur
- Habib Benglia : l'employé des Bains-Turcs
- Gustave Hamilton : le concierge du Grand-Théâtre
- Raymond Rognoni : le directeur du Grand-Théâtre
- Lucien Walter : le marchand de billets
- Henri Delivry : le client de l'écrivain public
- Jean Gold : un ami de Montray
- Jean Lanier : l'acteur jouant Iago dans Othello
- Albert Broquin : un spectateur dans le "poulailler"
- Jean Carmet : un inspecteur
- Simone Signoret
- Germain Aéros
- Joe Alex
- Nicolas Bataille
- Bilboquet
- Gérard Blain
- Maurice Cartier
- Grégoire Chabas
- Choisin
- Max Dejean
- Madhyanah Foy
- Lioté
- Pierre Réal
- Paul Temps
- Michel Vadet
- Roger Vincent

. Jean Paul Rouland. Figuration

## Production
Le précédent film du duo Carné-Prévert, Les Visiteurs du soir sorti en 1942, est un succès critique et commercial, si bien que le producteur André Paulvé donne carte blanche au tandem pour un prochain film avec un budget quasi illimité. Ce long-métrage est financé par la société française Discina de Paulvé, en collaboration avec la société italienne des frères Scalera soutenue par le gouvernement fasciste de Benito Mussolini, afin que le film puisse échapper aux restrictions financières françaises.
Compte tenu de la période historique, Les Enfants du paradis est exceptionnel. C'est en effet une des rares superproductions parmi les 190 films réalisés pendant l'occupation allemande. De nombreuses interruptions liées au rationnement de la pellicule et aux coupures d'électricité ont considérablement rallongé le temps de tournage et rendu difficile la production de ce film qui est le dernier tourné sous l'occupation.

### Scénario
Jacques Prévert, Marcel Carné et Jean-Louis Barrault ont pris l'habitude de se retrouver entre l'été 1942 et janvier 1943 en zone libre à Nice où germe l'idée du scénario d'après une anecdote de Barrault. En février 1943, Prévert et Carné sortent de chez leur producteur qui vient de leur refuser un scénario. Sur une terrasse de café, ils demandent à Barrault s'il n'a pas une idée de film. Ce dernier leur raconte un épisode dramatique de la vie du mime Deburau : agressé par un passant ivrogne qui insulte sa femme, Deburau venge son honneur en rossant l'homme à coups de canne et le tue. Traduit en cour d'assises, le tout Paris s'y précipite pour voir et surtout pour entendre, pour la première fois, le mime. Carné et Prévert sont enthousiasmés par cette histoire, voyant l'occasion de mettre en scène Paris et ses théâtres.
Carné loue en février 1943 le château des Valettes, près du village du Bar-sur-Loup et réunit sous un même toit Prévert, Trauner et Kosma qui travaillent sur le film dans le salon de ce château (qui pouvait permettre à Trauner et Kosma, juifs tous les deux, de fuir dans les collines grassoises en cas de descente de police). L'histoire s'appuie sur une galerie de personnages soit ayant réellement existé (Deburau, Frédérick Lemaître, Lacenaire), soit inspirés par des personnages réels (une riche aristocrate assistant, selon des chroniques de l'époque, à toutes les représentations de Deburau ; un ministre des Affaires étrangères de Louis-Philippe et le duc de Morny, le demi-frère de Napoléon III, modèles possibles du personnage du comte de Montray), soit totalement imaginaires. Par ailleurs, le personnage de Jéricho est un des personnages principaux de la pantomime Chand d'habits créée en 1842 par Deburau (ce que Jéricho/Renoir reproche à Deburau/Barrault dans le film).

### Tournage
Le film est tourné pendant la Seconde Guerre mondiale, d'abord dans les studios de la Victorine à Nice, puis à Paris dans les Studios Francœur et au théâtre Déjazet. Plusieurs participants juifs, comme Alexandre Trauner et Joseph Kosma, ont apporté leur contribution au film dans la clandestinité et sont mentionnés au générique sous des pseudonymes,.
Le film marque la première collaboration de Carné avec le peintre et créateur de costumes Mayo, qui poursuivra sa collaboration avec le réalisateur sur de nombreux films par la suite (Les Portes de la Nuit, La Fleur de l'Âge, Juliette ou La Clef des Songes, Thérèse Raquin et Les Tricheurs). Cet ami de Prévert commence son travail très en amont avec l'équipe pour s'imprégner au mieux des personnages et du scénario. Les tissus fournis par Jeanne Lanvin permettent également de travailler dans des conditions très favorables compte tenu du contexte de l'occupation.
Le tournage est long, difficile et coûteux (le budget initial de 26 millions de francs explose, pour atteindre 55 millions de francs), les alertes aériennes, les coupures d'électricité et la difficulté de se procurer des pellicules ralentissent la production. Il est interrompu le 9 septembre 1943. À la suite du débarquement en Sicile survenu le 10 juillet, Alfred Greven, directeur de la Continental-Films (principal trust cinématographique allemand), obtient l'interdiction d'activité de la Société Scalera. Le tournage peut reprendre le 8 novembre 1943 à Paris grâce à Pathé, nouveau producteur à la demande instante de Louis-Émile Galey, commissaire du gouvernement du Comité d'organisation de l'industrie cinématographique (COIC).

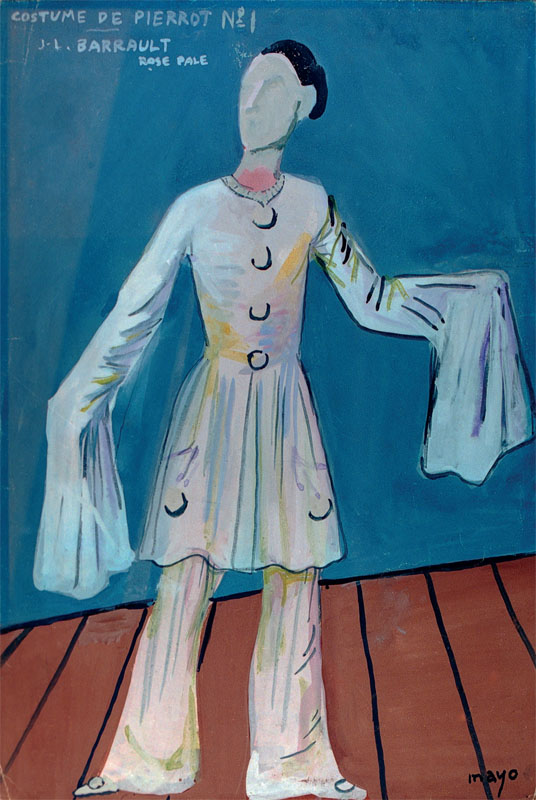
Costume de Pierrot pour Baptiste par Mayo

Le tournage est également brièvement interrompu par les événements de la Libération. Robert Le Vigan, qui, ironiquement, tient le rôle d'un informateur, le marchand d'habits Jéricho, tourne deux scènes. Mais, paniqué à l'idée de voir arriver les Alliés, il prend la fuite pour Sigmaringen du fait de sa collaboration avec l'occupant allemand (fasciste avant la guerre, il s'est beaucoup fait entendre à Radio-Paris). L'acteur est remplacé par Pierre Renoir. Le réalisateur fait tout son possible pour ralentir la production et amener sa sortie au moment de la Libération.
Une troisième partie avait été envisagée, mettant en scène deux procès : celui de Lacenaire pour le meurtre du comte et celui de Baptiste pour un crime passionnel. Ceci ne dépassera pas le stade de l'ébauche.

### Anecdotes
La pendule volée évoquée dans le film « Aujourd'hui, les cuillères, hier, une pendule » fait référence à celle volée par Lacenaire à l'étalage de l'horloger parisien Richond : c'était le 4 janvier 1835 vers 9 h du soir à l'étalage du sieur Richond, horloger, rue Richelieu, 108 comme le relatent les mémoires du criminel.
Arletty interrompt le tournage du film pour se faire avorter une deuxième fois. Enceinte de son amant, l'officier dans la Luftwaffe Hans Jürgen Soehring, elle décide de cette opération sans l'en informer.

## Analyse
Le film montre les coulisses du théâtre, lui rendant ainsi hommage. Il est également dédié au peuple modeste qui va se percher tout en haut, aux places les moins chères, dans le poulailler… le paradis ! « c’est le public préféré de Prévert, le vrai public, celui qui réagit, celui qui participe », écrit Carole Aurouet dans Jacques Prévert, portrait d'une vie.
Le film, ouvert et clos par des rideaux, est également une mise en abyme de la représentation, déclinant le monde du spectacle d'alors, traitant de la kermesse, de la pantomime, du mime, de la comédie, du mélodrame, de la tragédie, du carnaval… Le sommet est atteint avec la représentation dans le film de L'Auberge des Adrets, mélodrame authentique, relatant les aventures d'un bandit, Robert Macaire.
Cinéaste homosexuel, Carné met en scène deux homosexuels, Lacenaire et Avril, mais le réalisateur et le scénariste restent dans le flou concernant leurs mœurs « ambiguës », en raison de la censure selon Arletty.
Hostile au cinéma parlant au début de sa carrière, Prévert rend hommage au cinéma muet à travers la pantomime.
Chef-d'œuvre du réalisme poétique, le film évoque allégoriquement ce courant cinématographique par les regrets exprimés pour le cinéma muet auquel renvoie le mime.

## Accueil
Lors de sa sortie en 1945, les deux parties du film sont projetées l'une à la suite de l'autre, avec un système d'entracte et une réservation à la manière du théâtre, le prix de la place étant doublé en raison des deux parties.
Arletty, la grande vedette du film, est absente le soir de la première, elle est arrêtée le 20 octobre 1944, pour sa liaison avec l'officier allemand Hans Jürgen Soehring.
La critique est élogieuse, tel Georges Sadoul, qui note dans Les Lettres françaises du 17 mars 1945 : « Le chef-d'œuvre de Marcel Carné, le chef-d'œuvre de Jacques Prévert ». Seul fait exception le critique influent François Chalais qui écrit le même jour dans Carrefour, et évoque sa déception devant ce « roman historico-superartistique » : « Hélas ! Nous n'avons eu qu'un Vautrin revu par Paul Féval, avec une interminable tranche de Mystères de Paris, une succession de brillantes velléités »,.
Cet unique avis négatif n'empêche pas le film de rester 54 semaines en exclusivité et de rencontrer un grand succès public avec 4,7 millions de spectateurs en France, et 41 millions de recettes. Symbole de l'excellence française et de la reconstruction nationale, il connaît un grand succès à l'étranger.
En 1959, le critique cinéma Henri Agel écrira : « On peut aujourd'hui se demander si ce n'est pas dans la mesure où le toc de Prévert, fausse poésie, fausse psychologie, langage faux, s'est uni à l'académisme truqué de Carné, que le tandem a connu et connaît encore, hélas, une si brillante fortune ».
La télévision française le rediffuse plusieurs fois, de 1960 à 1980.

## Distinctions
- 1947 : Nomination pour l'Oscar du meilleur scénario original.
- 1990 : Désigné durant l'émission La plus belle nuit du cinéma comme meilleur film de la période 1945-1960 et plus beau film français depuis le parlant[35].
- 1995 : Les Enfants du paradis a été élu meilleur film français de tous les temps par quelque 600 critiques à l'occasion du centenaire du cinéma[36].
- Le film a été classé au patrimoine de l'humanité par l'UNESCO[12].

## Restauration et reprise
À la fin de la décennie 1980 durant laquelle les chaînes de télévision hésitent à diffuser des films en noir et blanc, Marcel Carné souhaite faire réaliser et superviser la production d'une version colorisée du film tourné en noir et blanc ; une sortie vidéo doit être commercialisée en 1991 par l'éditeur Pathé et il défend lui même cette adaptation technologique de son oeuvre. Toutefois, après de nombreuses protestations dont la veuve de Jacques Prévert, il renonce à ce projet.
Le film, restauré en haute définition en 2011, ressort en salle aux États-Unis en mars 2012 et en France en octobre 2012. À cette occasion, la Cinémathèque française consacre une exposition au film : « Les Enfants du paradis, l'exposition », à la cinémathèque française du 24 octobre 2012 au 27 janvier 2013.

## Autour du film

### Documentaires
Ce film a fait l'objet d'un documentaire Il était une fois : Les Enfants du paradis, de Marcel Carné réalisé en 2009 par Serge July, Marie Génin et Julie Bonan.
Arletty, une passion coupable, téléfilm biographique français coécrit et réalisé par Arnaud Sélignac, diffusé en 2015. Ce téléfilm raconte l'histoire d'amour entre l'actrice française Arletty et l'officier allemand Hans Jürgen Soehring durant l'occupation de la France par l'Allemagne. Ce téléfilm évoque également le tournage du film Les Enfants du paradis à la même époque.

### Citations et hommages
Le générique du Ciné Club de Claude-Jean Philippe a intégré durant plusieurs décennies une photo de Pierre Brasseur dans le rôle de Frédérick Lemaître tirée du film.
On peut entendre, à plusieurs reprises, la célèbre réplique « C'est tellement simple, l'amour » dite par Arletty, qui a été insérée dans le montage musical Home Movies (2e partie) du compositeur Carlos d'Alessio consacré au cinéma (album Home Movies précédé des thèmes du film India Song, 1 CD Le Chant du Monde LDX 274864, 1987).
La réplique d'Arletty « Paris est tout petit pour ceux qui s'aiment, comme nous, d'un si grand amour ! » ouvre la chanson de Daniel Darc La taille de mon âme de l'album éponyme. Elle constitue également le refrain de la chanson Paris est tout petit de Marc Havet.
La réplique de Pierre Brasseur « Ah, vous avez souri ! Ne dites pas non, vous avez souri. Ah, c'est merveilleux ! La vie est belle ! et vous êtes comme elle… si belle, vous êtes si belle vous aussi… » est utilisée dans le morceau d'Antibo, Southern Shores, qui est en fait une reprise de la chanson Alexandrie Alexandra de Claude François.
On y trouve l'amorce d'un poème de Jacques Prévert qui figurera dans Paroles : « Je suis comme je suis », que prononce Garance.
L'extrait du dialogue où Louis Salou dit : « Peut-on savoir, mon ami, comment vous exercez actuellement vos talents ? » et Marcel Herrand répond : « Puisque cela vous intéresse, je termine, enfin, je mets la dernière main, à une chose tout à fait passionnante, et qui fera du bruit… » est utilisé au début de la chanson Extra Mile du groupe Deluxe sur l'album The Deluxe Family Show.
Le groupe de black metal français Abduction utilise des extraits de dialogues du film dans son album À l'heure du crépuscule, sorti en 2018.
Le groupe de metal expérimental Hypno5e utilise une partie de la bande-son du film dans son album Sheol (2023).

### Conférences
- Forum des images: Les Enfants du paradis de Marcel Carné analysé par Michèle Lagny le 18 avril 2007 - vidéo

- Cinémathèque française, Carole Aurouet, Laurent Mannoni et Stéphanie Salmon, « Journée autour des fonds d’archives et collections de la Cinémathèque », 14 novembre 2012 (consulté le 15 février 2013) : « Une conférence centrée sur les archives du film Les Enfants du paradis, leur acquisition et leur valorisation par la Cinémathèque, leur production pendant la période de l’Occupation et l’analyse de leur contenu »